# ذات الرداء الأحمر (فلم)
ذات الرداء الأحمر (بالإنجليزية: Red Riding Hood) هو فيلم رعب تم إنتاجه في الولايات المتحدة وصدر في سنة 2011.

## بطولة
- أماندا سيفريد
- غاري أولدمان
- بيلي بيرك
- فيرجينيا مادسن
- لوكاس هاس
- ماكس آيرون

## القصة
تدور أحداث فيلم ذات الرداء الأحمر في أجواء العصور الوسطى في بلدة تدعى داجرهورن، حيث تخطط فتاة شابة هي فاليري للهرب مع حبيبها من الضغوط التي تمارسها أسرتها عليها، تلك التي تريد تزويجها من رجل ثري ليحل مشكلات الأسرة. لكن حين تبدأ فاليري الإعداد لهروبها تفاجأ بمصرع شقيقتها الكبرى في حادث مروع على يد مستذئب متوحش، أثار رعب القرية لسنوات طويلة من قبل، وكان يتم تجنبه عن طريق تقديم قرابين حيوانية له.. لكن مع اكتمال القمر وشهوة الدم، يخرق المستذئب هذا الاتفاق المبرم، ويعيش فسادًا في القرية.

## الميزانية والإيرادات
بلغت تكلفة إنتاج الفيلم حوالي 42 مليون دولار بينما حقق أرباحا تقدر بـ 89,162,162 دولار.

## روابط خارجية
- مقالات تستعمل روابط فنية بلا صلة مع ويكي بيانات